# 유정석
유정석(1980년 2월 4일 ~ )은 대한민국의 배우이다. MBC 31기 공채 탤런트로 선발되었다.

## 학력
- 세종대학교 대학원 연기예술 석사
- 세종대학교 영화예술학 학사

## 출연작

### 드라마
- 《실종느와르 M》 (2015년, OCN) - 고동우 역
- 《인수대비》 (2013년, JTBC) - 신수근 역
- 《태양의 여자》 (2008년, KBS2) - 송찬영 역
- 《이산》 (2007년, MBC) - 성송욱 역
- 《뉴하트》 (2007년, MBC) - 재섭 역
- 《내 곁에 있어》 (2007년, MBC) - 충식 역
- 《고맙습니다》 (2007년, SBS) - 영석 역
- 《기적》 (2006년, SBS) - 장진민 역
- 《연개소문》 (2006년, SBS)
- 《우리 다시 사랑할까요?》 (2006년, MBC) - 박으뜸 역
- 《한강수타령》 (2004년~2005년, MBC)
- 《단팥빵》 (2004년~2005년, MBC) - 초등학교 교사 역
- 《결혼하고 싶은 여자》 (2004년, MBC) - 이찬영 역
- 《흐린 날에 쓴 편지》 (1998년, SBS) - 정수 역

### 영화
- 《연기 수업》 (2010년) - 상진 역

### 뮤지컬
- 《오! 당신이 잠든 사이》
- 《싱글즈》
- 《헬로키티》

### 연극
- 《세일즈맨의 죽음》

### 광고
- EF쏘나타
- 환타
- 렉서스
- 삼성TV
- SK브로드밴드
- 카누
- 교보생명

### 뮤직비디오
- 이채 - 유혹
- 투샤이 - 러브레터